# The Virtue of Selfishness
The Virtue of Selfishness: A New Concept of Egoism este o colecție de eseuri redactate de Ayn Rand și Nathaniel Branden⁠(d) din 1964. O mare parte dintre acestea au fost publicate inițial în The Objectivist Newsletter⁠(d). Lucrarea analizează probleme etice prin prisma filozofiei obiectiviste formulate de Rand. Unele eseuri abordează egoismul ca teorie etică rațională, caracterul distructiv al altruismului și natura guvernului.

## Rezumat
Lucrarea conține 19 eseuri, 14 dintre acestea fiind scrise de Rand, iar 5 de Branden. Cu excepția primului eseu, toate celelalte au fost publicate inițial în The Objectivist Newsletter, o revistă pe care Rand și Branden au început să o publice în 1962. Primul articol din colecție - „The Objectivist Ethics” - a fost o lucrare prezentată la Universitatea din Wisconsin în cadrul unui simpozion intitulat „Ethics in Our Time”. Eseul prezintă fundamentele teoriei etice propuse de Rand. Celelalte eseuri ale sale cuprind o diversitate de teme etice, aceasta atacând deseori abordările tradiționale ale unor subiecte precum compromisul și judecățile morale⁠(d). Eseurile lui Branden, precum „Counterfeit Individualism” și „The Psychology of Pleasure”, prezintă o abordare a moralității prin intermediul psihologiei.

## Sensul termenului „egoism”
Caracterizarea a egoismului ca virtute, inclusiv în titlul cărții, reprezintă unul dintre elementele sale cele mai controversate. Filosoful Chandran Kukathas⁠(d) menționa că această poziție asumată de Rand „i-a adus notorietate, însă a îndepărtat-o de curentul intelectual convențional”. Rand a recunoscut în introducerea cărții că termenul „egoism” nu este utilizat în general pentru a descrie un comportament virtuos, dar a insistat că în lucrare, acesta este utilizat cu sensul de „a fi preocupat de propriile interese”. Identificarea egoismului cu răul, susține Rand, a cauzat „stăvilirea dezvoltării morale a umanității” și - prin urmare - trebuie respinsă.
Criticii au contestat interpretarea lui Rand. Scriitoarea feministă libertariană Sharon Presley⁠(d) a descris această accepțiune a termenului ca fiind „pervers idiosincrazică”. Presley consideră că utilizarea termenului a contribuit la caracterizarea deseori greșită a argumentelor lui Rand. Profesorul de filozofie Max Hocutt a respins sintagma „virtutea egoismului”, menționând că această reprezintă un „exces retoric”, iar „fără calificare și explicație, aceasta este prea inconsistentă pentru a fi abordată într-o discuție serioasă”. Spre deosebire de aceștia, filozofii Douglas J. Den Uyl și Douglas B. Rasmussen⁠(d) au descris utilizarea termenului de către Rand drept „nici antagonică, nici defensivă, ci mai degrabă profundă”. Filosoful Chris Matthew Sciabarra⁠(d) a declarat că este „discutabil” dacă Rand a descris cu precizie accepțiunea termenului „egoism”, dar a susținut că poziția filozofică asumată de aceasta impune modificarea semnificațiilor convenționale ale unor termeni pentru a-și putea exprima opiniile fără a inventa cuvinte noi. Profesorul de filozofie Stephen Hicks⁠(d) a precizat în Internet Encyclopedia of Philosophy⁠(d) că „titlului provocator” formulat de Rand îi corespunde „o teză la fel de provocatoare despre etică”.

## Publicarea
Ideea de a crea o colecție de eseuri i-a venit inițial editorului Bennett Cerf⁠(d) de la Random House, care a publicat două dintre cărțile lui Rand, Revolta lui Atlas și For the New Intellectual⁠(d). Rand a propus publicarea unei colecții de articole sub titlul The Fascist New Frontier, numele fiind preluat dintr-un discurs pe care aceasta l-a susținut în Ford Hall Forum⁠(d) și în care a criticat opiniile președintelui John F. Kennedy. Deranjat de faptul că Rand l-a comparat pe Kennedy cu Adolf Hitler, Cerf i-a cerut să schimbe titlul. Aceasta a refuzat să modifice titlul și a renunțat la serviciile Random House. Noua lucrare - sub numele de The Virtue of Selfishness și fără articolul despre Kennedy, asasinat înainte de lansarea sa - a fost publicată la editura New American Library⁠(d).